# Enganyapastors cua d'oreneta
L'enganyapastors cua d'oreneta (Uropsalis segmentata) és una espècie d'ocell de la família dels caprimúlgids (Caprimulgidae) que habita des de Colòmbia cap al sud fins Bolívia central.